# 美少女 (アルバム)
『美少女』（びしょうじょ）は、美少女倶楽部のコンピレーション・アルバム。1985年10月5日発売。発売元はビクター。

## 解説
1980年代に活動したアイドル・グループ“美少女倶楽部”の唯一のアルバム。各メンバーがそれぞれ持ち歌をうたっている。

## 収録曲

### A面
1. せつなさの場所
  - 作詞: 佐藤ありす、作曲: 見岳章、編曲: 米光亮
  - 歌: 古本雅子
2. 風はスクリーン
  - 作詞: SHOW、作曲: 見岳章、編曲: 米光亮
  - 歌: 井上明美
3. 春雷浪漫
  - 作詞: 森雪之丞、作曲: 中崎英也、編曲: 米光亮
  - 歌: 石田みゆき
4. ガラスの狼
  - 作詞: 佐藤ありす、作曲: フランキーT、編曲: 米光亮
  - 歌: 丸山恵
5. 恋をみてる少女
  - 作詞: SHOW、作曲: 岸正之、編曲: 米光亮
  - 歌: 斉藤史奈

### B面
1. TOKYO恋DOCHU
  - 作詞: 岩里祐穂、作曲: いけたけし、編曲: 米光亮
  - 歌: 比嘉ひとみ
2. Steady
  - 作詞: 岩里祐穂、作曲: 網倉一也、編曲: 米光亮
  - 歌: 榎本貴美江
3. 不信（サスピション）
  - 作詞: 麻生圭子、作曲: 岸正之、編曲: 米光亮
  - 歌: 林優子
4. 秋のパンプス
  - 作詞: 秋元康、作曲: 木戸やすひろ、編曲: 米光亮
  - 歌: 阿部輝美
5. 蒼い黄昏
  - 作詞: 秋元康、作曲: 松尾清憲、編曲: 米光亮
  - 歌: 大羽由紀

## 関連作品
- いつも両親からイレられる200のCheck